# Eiko E. Petersen

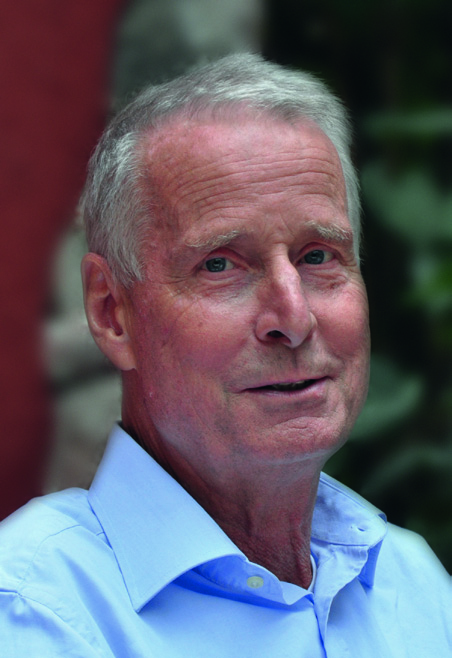
Eiko E. Petersen (2010)

Eiko E. Petersen (* 10. Januar 1940 in Würzburg; † 10. Mai 2016) war ein deutscher Facharzt für Gynäkologe, Mikrobiologie und Infektionsepidemiologe sowie Autor von Büchern und Fachbeiträgen.

## Leben
Petersen machte das medizinische Staatsexamen in 1964 an der Universität Freiburg und war anschließend zwei Jahre Medizinalassistent in den Städtischen Krankenanstalten Aachen. 1966 studierte er Biochemie an der Universität Freiburg mit einem Stipendium der deutschen Forschungsgemeinschaft für RNA-Polymerase. Im selben Jahr verfasste er seine Dissertation. Zwischen 1969 und 1976 war er am Hygiene-Institut der Universität Freiburg und verfasste 1972 seine Habilitation. 1973 erhielt er die venia legendi für Medizinische Mikrobiologie und Immunologie. 1977 wurde er zum apl. Professor ernannt.
Petersen war verheiratet und hat vier Kinder.

## Karriere
Petersen war ab 1977 Arzt an der Universitäts-Frauenklinik Freiburg und ab 1981 Oberarzt. Ab 1986 war er Leiter der Poliklinik der UFK und 1998 wurde er zum Leiter der Sektion „Gynäkologische Infektiologie“ ernannt. 2002 gründete Petersen die Kaymogyn GmbH. Das Unternehmen entwickelt und vertreibt pharmazeutische und kosmetische Produkte, unterstützt die Forschung in der Gynäkologie und veranstaltet Fortbildungen. Nach seinem Ausscheiden aus der UFK 2005 war er weiterhin als Referent, Gutachter und Verfasser von Fachbeiträgen tätig. Bis 2016 hielt Petersen eine Spezialsprechstunde für Vulvaerkrankungen in Freiburg.
Petersen verfasste die Standardwerke „Infektionen in Gynäkologie und Geburtshilfe“ und „Farbatlas für Vulvaerkrankungen“.

## Mitgliedschaften
Petersen war Mitglied des wissenschaftlichen Beirats der Fachzeitschrift gynäkologie + geburtshilfe, der Paul Ehrlich Gesellschaft für Chemotherapie, des Berufsverbands der Gynäkologen und der International Society for the Study of Vulva Diseases.

## Auszeichnungen
- 2010: Fortbildungspreis des Berufsverbandes der Frauenärzte

## Publikationen (Auswahl)
- E. Petersen: Der überdrehte Linkstyp im Elektrokardiogramm und Vektorkardiogramm. Dissertation. Freiburg 1966.
- E. Petersen: Virusgenomnachweis in virustransformierten Zellen. Habilitation. Freiburg 1972.
- E. Petersen: Infektionen in Gynäkologie und Geburtshilfe. 5. Auflage. Thieme Verlag, Stuttgart 2011, ISBN 978-3-13-722905-6.
- E. Petersen: Erkrankungen der Vulva: Differentialdiagnostik im Bild. Thieme Verlag, Stuttgart 1992, ISBN 3-13-772801-0.
- Schering Aktiengesellschaft (Hrsg.): Schwerpunktthema: Infektionen in Gynäkologie und Therapie: neue Aspekte der Diagnostik und Therapie / diesmal im Gespräch: E. Petersen: Sexuell übertragbare Infektionen in der Schwangerschaft. Springer, Berlin 1992.
- E. Petersen (Hrsg.): Urogenitale Infektionen. Huber, Bern 2002, ISBN 3-456-83615-5.
- E. Petersen: Farbatlas der Vulvaerkrankungen. 3. Auflage. Kaymogyn, Freiburg 2013, ISBN 978-3-00-043086-2.